# Syneches vittipleura
Syneches vittipleura är en tvåvingeart som beskrevs av Frey 1938. Syneches vittipleura ingår i släktet Syneches och familjen puckeldansflugor. Inga underarter finns listade i Catalogue of Life.